# Los delirios del Mariscal
Los delirios del Mariscal es el segundo álbum de la banda argentina de rock progresivo Crucis, editado en 1976 por RCA Victor. 

## Detalles
El álbum fue producido por Jorge Álvarez, mientras que el arte integral fue realizado por Juan Orestes Gatti, autor de varias de las tapas de álbumes más destacadas del rock argentino de los 70s. 
El LP fue grabado en octubre de 1976 en los Estudios RCA de Buenos Aires, mezclado en Miami y lanzado en diciembre del año 1976. 
La presentación de este material tuvo lugar en el Luna Park. La entonces importantísima revista Pelo llegó a sacar un transfer cómo se decía entonces con la portada. Realizaron una gira por Estados Unidos, donde impresionaron por el virtuosismo de algunos temas. Poco después del regreso se dio a conocer, imprevistamente, la decisión de separarse.
El álbum ha sido considerado por la revista Rolling Stone y la cadena MTV como el #76 entre los cien mejores discos de la historia del rock argentino. Mientras que la canción homónima fue considerada por la página Rock.com.ar como la 67° mejor canción del rock argentino de la lista de Las 100 de los 40 en 2007.

## Lista de canciones
| Los delirios del Mariscal |                                            |                                                                  |          |  |
| N.º                       | Título                                     | Escritor(es)                                                     | Duración |  |
| 1.                        | «No me separen de mí»                      | Gustavo Montesano                                                | 6:10     |  |
| 2.                        | «Los delirios del Mariscal» (Instrumental) | Aníbal Kerpel                                                    | 10:08    |  |
| 3.                        | «Pollo frito» (Instrumental)               | Pino Marrone                                                     | 05:46    |  |
| 4.                        | «Abismo terrenal» (Instrumental)           | Gustavo Montesano, Aníbal Kerpel, Gonzalo Farrugia, Pino Marrone | 12:33    |  |
| 34:37                     |                                            |                                                                  |          |  |

## Músicos
- Gustavo Montesano: Bajo y voz.
- Pino Marrone: Guitarras.
- Aníbal Kerpel: Órgano, piano Rhodes 73, ARP Solina String, sintetizador Moog, piano Steinway.
- Gonzalo Farrugia: Batería y percusión.